# 劉處玄
劉處玄（1147年8月10日—1203年3月20日），字通妙，道號長生子，金朝全真道道士，山東東萊（今山東掖縣）人。在道教歷史和信仰中，劉處玄被奉為全真道「七真」之一，以及隨山派的祖師。元世祖封號「長生輔化明德真人」，元武宗加封「長生輔化宗玄明德真君」。

## 生平
劉處玄本名不詳，金熙宗皇統七年丁卯七月十二日（1147年8月10日）生於山東東萊武官莊。劉幼年喪父，以謹慎侍奉母親而聞名。
金章宗泰和三年癸亥二月初六（1203年3月20日），劉處玄於洛陽武官靈虛觀曲肱而逝。

### 拜師學道
大定九年（1169年）二月，劉在鄰居牆壁上忽然看到「武官養性真仙地，須有長生不死人」的語句，筆力雄勁，驚異不已。同年九月在萊州拜謁全真道祖師王重陽，重陽曰:「汝觀壁中詩矣!」。劉大驚，立即拜王為師。王重陽送贈一詩：
釣罷歸來又見鰲，已知有分列仙曹；
鳴榔相喚知予意，濯出洪波萬丈高。
並替劉改名處玄，字通妙，號長生。這年劉處玄23歲。

### 關中修煉
大定九年冬天，王重陽率領馬鈺、譚處端、劉處玄和丘處機四名弟子前往河南汴州。次年春天，王重陽在汴州逝世，遺命尚未悟道的劉處玄聽從師兄譚處端的教誨。隨後在馬鈺的率領下，四人將王重陽暫葬於汴州，接著前往長安和終南山，拜會王重陽的道友和德謹、李靈陽，以及其早期弟子劉通微、史處厚和嚴處常。大定十二年（1172年），又在馬鈺的帶領下，众人將王重陽遺體遷葬於終南山，並在墓旁結廬為亡師守喪。
大定十四年（1174年）守喪期滿，於中秋節時，馬鈺、譚處端、劉處玄和丘處機在秦渡鎮真武廟夜話，這時劉處玄表示會以「鬥志」為修煉方向。與同門分別後，劉處玄前往洛陽，混跡於處身市井和花街柳巷之中，以磨練自己的心性。

### 山東弘道
大定十六年（1176年），劉處玄返回家鄉山東萊州武官莊，從此長期在山東弘道。大定二十二年（1182年），他在武官莊興建道觀（後名靈虛觀），並注疏《道德經》和《黃庭經》。大定二十三年（1183年）掌教馬鈺逝世，劉處玄與王處一合力辦理他的喪事。次年，劉處玄在昌陽和登州主持齋醮時，信眾目睹王重陽和馬鈺顯靈。大定二十五年（1185年）譚處端逝世，劉處玄繼任為全真教第四任掌教。

### 應詔赴京
承安二年冬天（1197年），劉處玄應金章宗的邀請前往燕京。金章宗詢問劉處玄甚麼是「至道」，他回應：「道之要，寡嗜欲則身安，薄賦歛則國泰」。次年三月他離開燕京，回返山東萊陽。

### 逝世
泰和三年（1203年）二月初六日，劉處玄在東萊武官莊靈虛觀逝世，享齡五十七歲。至元六年（1269年），元世祖詔贈為「長生輔化明德真人」。

## 著述
劉處玄傳世的著述包括：
- 《仙樂集》五卷
- 《黃庭內景玉經註》一卷
- 《黃帝陰符經註》一卷
- 《無為清靜長生真人至真語錄》一卷

## 金庸小說中的劉處玄
在金庸小說《射鵰英雄傳》及《神鵰俠侶》中曾與其他全真六子一同出場，但次數不多。
登場回數:(射)25-26,34-35,(神)4,6,27-28

## 延伸阅读
[在维基数据编辑]
 在维基文库阅读此作者作品
 《新元史/卷243》，出自柯劭忞《新元史》